# Traianósz Délasz
Traianósz Délasz (görögül: Τραϊανός Δέλλας, nyugaton Traianos Dellas) görög egykori válogatott labdarúgó, jelenleg az Atrómitosz edzője. A 2004-es labdarúgó-Európa-bajnokságon győztes Görög labdarúgó-válogatott tagja.

## Pályafutása

### Klubcsapatban
Délasz az Árisz Szaloniki csapatában kezdte pályafutását. 1995 nyarán egy évre kölcsönbe került a Panszeraikószhoz. Itt 39 bajnokin öt gólt szerzett, majd visszatért az Áriszhoz. 1997 nyarán légiósnak állt és az angol Sheffield United játékosa lett. Legemlékezetesebb mérkőzését 1999 márciusában játszotta a Tranmere Rovers ellen, amikor hátvédként két gólt szerzett a 3-2-re megnyert találkozón. Ezen kívül még egy gólt szerzett a Sheffield mezében; a Portsmouth ellen 30 méterről lőtt az ellenfél kapujába.
A szezon végén visszatért Görögorszéába, az AÉK Athénhoz. A fővárosi csapattal megnyerte a Görög Kupát, a bajnokságban pedig a második helyen végeztek.
Teljesítményére felfigyeltek az olasz Perugia csapatánál is. Itt nem tudta megismételni teljesítményét, mindössze nyolc bajnokin kapott lehetőséget, az idény utolsó hat hónapjában nem lépett pályára. Ennek ellenére az AS Roma szerződtette, miután szerződését nem hosszabbították meg a Perugiánál. Fabio Capello alapemberként számolt vele, Francesco Totti és Vincenzo Montella mellett ő szerepelt a legtöbbször a 2004-2005-ös szezonban a fővárosiak mezében.
2005 nyarán visszatért hazájába és újra az AÉK Athén játékosa lett. 2007 júniusában két évvel meghosszabbította szerződését a csapattal, amelyben ekkor csapattársa volt a brazil világbajnok, Rivaldo. 2008. július 23-án közös megegyezéssel felbontották a szerződését. 2008. július 24-én két évre aláírt a ciprusi Anórthoszi Ammohósztuhoz. 2008-2009-es szezonban szerepelt a csapattal a Bajnokok Ligája főtábláján.
2010. június 5-én pályafutása során harmadszor is aláírt az AÉK Athénhoz. Itt újra együtt játszott a védelemben Pantelísz Kafésszel, akivel 2004-ben együtt nyert Európa-bajnokságot. 2011. április 30-án megnyerte pályafutása második Görög Kupa-címét. 2012. május 26-án bejelentette visszavonulását.

### A válogatottban
2001 áprilisában mutatkozott be a görög válogatottban. A 2004-es Európa-bajnokságon átjátszhatatlan párost alkotott a védelemben Pantelísz Kafésszel, a csehek elleni elődöntő hosszabbításában pedig továbbjutást jelentő gólt fejelt. Ekkor kapta a Rodoszi Colosseum becenevet. A négy évvel későbbi Európa-bajnokságon is pályára lépett, de a címvédő görög csapat már a csoportmérkőzések után kiesett.

## Edzőként
2014. április 4-én őt nevezték ki az AÉK Athén vezetőedzőjének. 2015 novemberében az Atrómitosz vezetőedzője lett. 2018. január 12-én a Panaitolikósz kispadjára ült le.